# Tempelhof
Tempelhof è un quartiere (Ortsteil) di Berlino, appartenente al distretto (Bezirk) di Tempelhof-Schöneberg.
Qui sorgeva il più centrale aeroporto della città, teatro dello storico ponte aereo. L'aeroporto è divenuto un parco nel 2008.

## Storia

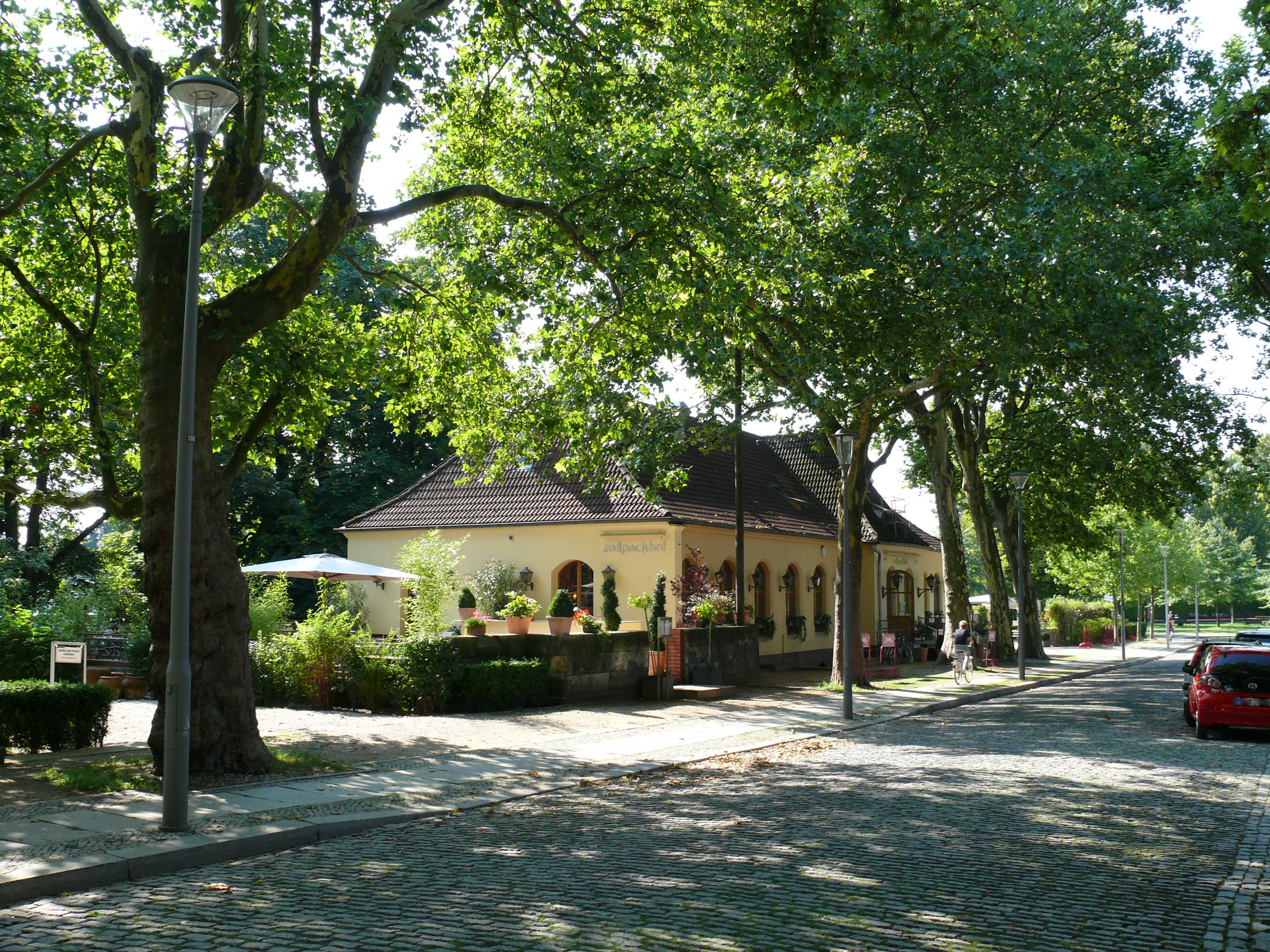
Via dedicata a Elisabeth Abegg a Moabit.

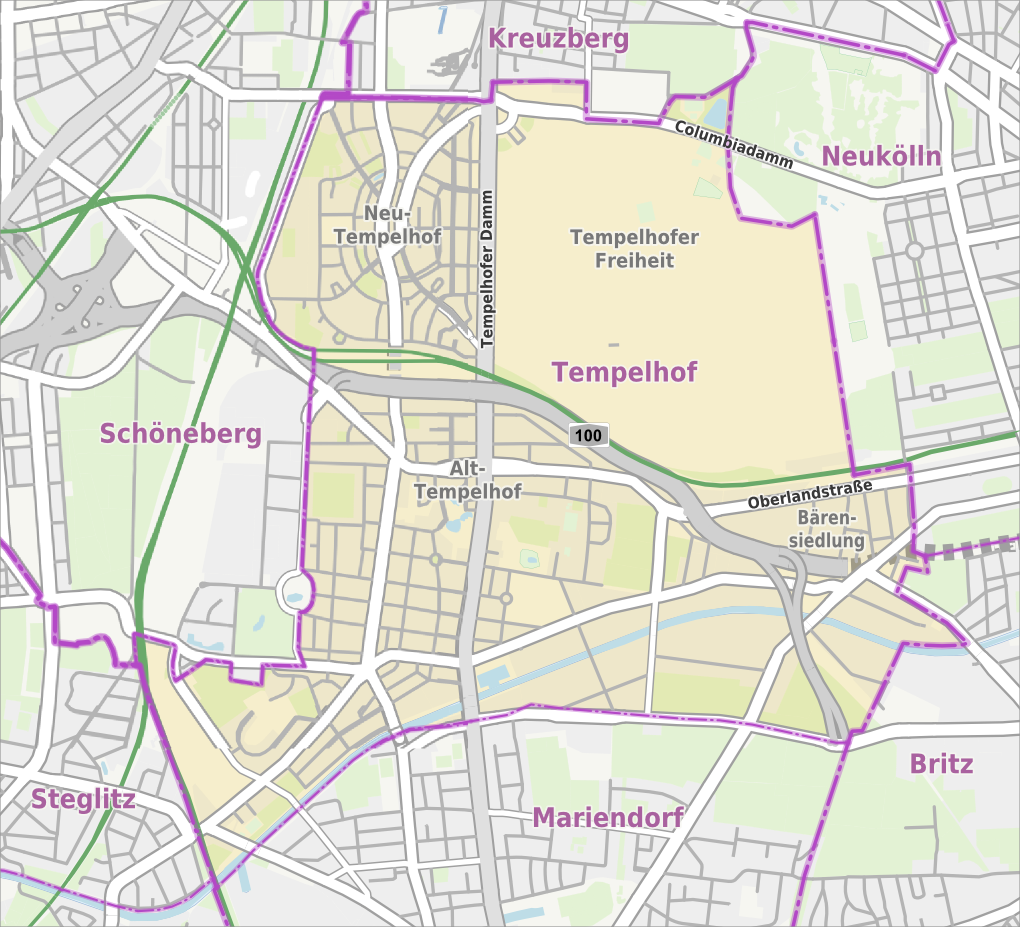
Mappa del quartiere

Già comune autonomo, Tempelhof venne annessa alla "Grande Berlino" nel 1920, venendo assegnata all'omonimo distretto. Dal 2001 è parte del distretto di Tempelhof-Schöneberg.